# Coptops annamensis
Coptops annamensis là một loài bọ cánh cứng trong họ Cerambycidae.